# 朱徽煝
江川恭惠王朱徽煝（1412年—1469年），明朝岷藩第一代江川王，岷莊王朱楩庶第三子，明太祖之孙。

## 生平
永樂十年（1412年）出生，母夫人趙氏，宣德三年（1428年），朝廷册封朱徽煝为江川王，翌年，明宣宗派遣行在尚寶司卿葛真，戶科左給事中許侃為正副使举行册封典礼。宣德五年（1430年），朝廷冊封靖州衛千戶張勝之女為江川王妃。
岷王府兄弟阋墙，次兄镇南王朱徽煣与弟广通王朱徽煠、阳宗王朱徽焟均不和，但朱徽煝则沉默不作为，并未规劝兄弟。正统十三年（1448年），朱徽煝弟阳宗王朱徽焟乘马带五人从宝庆府赴长沙府，意图入京喊冤奏事，被明英宗遣返。英宗派姑父驸马都尉井源调查，查出朱徽焟母苏氏因偷盗金银被朱徽煣问责，自缢而死，而朱徽煣仍逼迫朱徽焟退赃。明英宗斥责朱徽焟，批评朱徽煣，又指责江川王朱徽煝不能匡正兄弟的行为。
景泰六年（1455年），兄岷王朱徽煣上奏朝廷，問世子和江川王叔侄在行禮時誰身份更高。禮部尚書胡濙認為，遇節令則尊世子，家庭行私禮則尊叔父。
成化五年（1469年），朱徽煝去世，享年五十八歲，朝廷赐諡號恭惠。安葬于邵阳县梅子井（今邵阳市双清区梅子井）。二年後，庶長子朱音坄襲爵。

## 家庭

### 妻
- 王妃張氏，靖州衛千戶張勝之女[4]

### 妾
- 夫人吳氏，生朱音坄[10]

### 子女
- 庶長子：鎮國將軍→江川莊僖王朱音坄
- 庶二子：鎮國將軍→江川榮懿王朱音墊，天順四年九月庚寅赐名[11]
- 長女：黃梅縣主，適儀賓劉升[12]
- 次女：瀏陽縣主[13][14]